# Glenbeigh
Glenbeigh (iriska: Gleann Beithe) är en ort i republiken Irland.   Den ligger i grevskapet Ciarraí och provinsen Munster, i den sydvästra delen av landet, 290 km sydväst om huvudstaden Dublin. Glenbeigh ligger 24 meter över havet och antalet invånare är 285.
Terrängen runt Glenbeigh är kuperad söderut, men norrut är den platt. Havet är nära Glenbeigh åt nordväst. Runt Glenbeigh är det glesbefolkat, med 18 invånare per kvadratkilometer. Närmaste större samhälle är Killorglin, 11,5 km öster om Glenbeigh. Trakten runt Glenbeigh består i huvudsak av gräsmarker.